# Passy (hřbitov)
Hřbitov Passy (francouzsky Cimetière de Passy) je jeden z menších hřbitovů v Paříži. Nachází se v sousedství paláce Chaillot v 16. obvodu na území bývalé vesnice Passy na rohu Avenue Georges-Mandel, Place du Trocadéro a Avenue Paul Doumer se vchodem z ulice Rue du Commandant Schlœsing. Ze hřbitova je výhled přes Seinu na Eiffelovu věž.

## Historie
Na počátku 19. století bylo vybudováno několik nových hřbitovů, které měly nahradit dosavadní menší roztroušené po celém městě. Hřbitovy jako Père Lachaise, Montmartre, Montparnasse nebo Batignolles byly zřízeny za hranicemi tehdejšího města. Hřbitov ve čtvrti Passy byl založen vně hradeb, proto je také na rozdíl od nich mnohem menší, má pouze 1,74 ha a zhruba 2600 hrobů.
Byl otevřen v roce 1820 v rezidenčních a obchodních čtvrtích na pravém břehu Seiny v blízkosti Avenue des Champs-Élysées, takže se stal brzy nekropolí vyšších kruhů. Je to jediný hřbitov ve městě s vytápěnou čekárnou.
Po druhé světové válce byla zeď hřbitova vyzdobena basreliéfem na počest padlých vojáků.

## Výběr pochovaných osobností

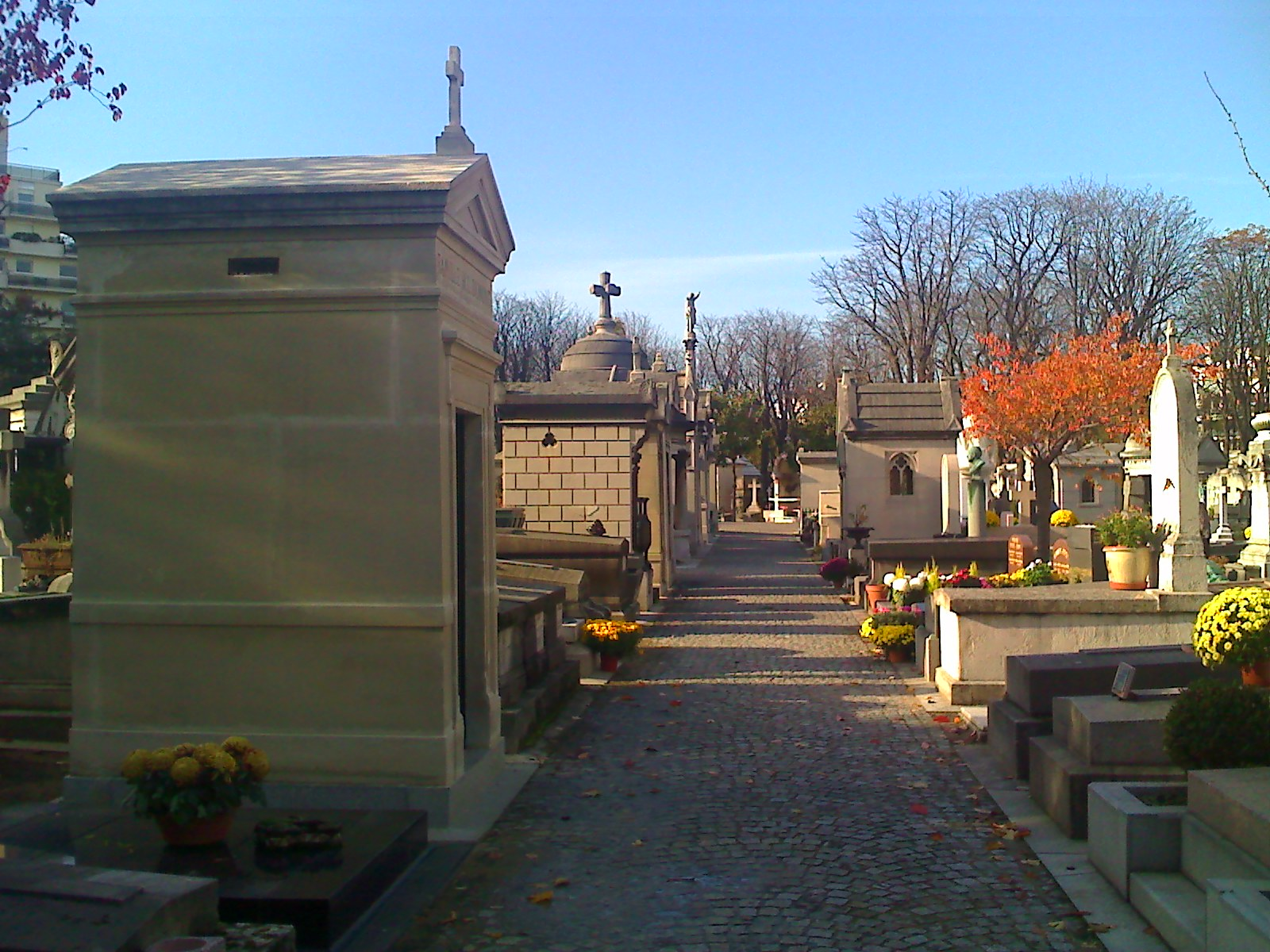
Podzimní hřbitov

- Tristan Bernard, (1866–1947) francouzský spisovatel
- René Boylesve, (1867–1926) francouzský spisovatel
- Claude Debussy, (1862–1918) francouzský skladatel
- Gabriel Fauré, (1845–1924) francouzský skladatel
- Édouard Manet, (1832–1883) francouzský malíř
- Alexandre Millerand, (1859–1943) francouzský prezident
- Octave Mirbeau, (1848–1917) francouzský novinář
- Marcel Renault, (1872–1903) automobilový průmyslník

## Významné pařížské hřbitovy
V současnosti je na území města Paříže funkčních 14 hřbitovů, z nichž čtyři hřbitovy mají více než 10 000 hřbitovních míst:
- Père Lachaise (cca 70 000 náhrobků nebo koncesí) [1]
- Montparnasse (35 000) [2]
- Montmartre (20 000) [3]
- Batignolles (15 000) [4]

Dalších šest hřbitovů určených k pohřbívání Pařížanů leží mimo území hlavního města. Jejich názvy jsou odvozeny od měst, ve kterých se nacházejí:
- Hřbitov Pantin (200 000) [5]
- Hřbitov Thiais (150 000) [6]
- Hřbitov Bagneux (83 000) [7]
- Hřbitov Ivry (48 000) [8]
- Hřbitov Saint-Ouen (46 000) [9]